# Kjetil og Kjartan show
Kjetil og Kjartan show är en norsk TV-serie där Kjetil Hasselberg och Kjartan Eide lurar personer. Allt blir filmat och ofta är det Kjetil och Kjartan själva som spelar den underlägna rollen.
TV-serien sänds på TV2 och sändes första gången den 14 februari 2003. Totalt har tre säsonger släppts och på varje säsong finns sex episoder.